# 細尾頰麗魚
細尾頰麗魚為輻鰭魚綱鱸形目隆頭魚亞目慈鯛科的其中一種，分布於非洲馬拉威湖流域，體長可達41.7公分，棲息在中上層水域，生活習性不明，可作為觀賞魚。

## 擴展閱讀
維基物種上的相關：細尾頰麗魚